# Анна Доротея Саксен-Веймарская
А́нна Дороте́я Са́нскен-Ве́ймарская (нем. Anna Dorothea von Sachsen-Weimar; 12 ноября 1657, Веймар, Герцогство Саксен-Веймар — 24 июня 1704, Кведлинбург, Аббатство Кведлинбург) — принцесса из Эрнестинской линии дома Веттинов, дочь герцога Саксен-Веймара Иоганна Эрнста II.
Лютеранская княгиня-аббатиса имперского монастыря Кведлинбург с 1684 по 1704 год. Во время её правления попечительство над аббатством перешло от Саксонии к Бранденбургу.

## Семья и ранние годы
Родилась в Веймаре 12 ноября 1657 года. Она была первым ребёнком и старшей дочерью герцога Саксен-Веймара Иоганна Эрнста II и Кристины Елизаветы Шлезвиг-Гольштейн-Зондербургской, принцессы из дома Ольденбургов. По отцовской линии приходилась внучкой герцогу Саксен-Веймара из Эрнестинской линии дома Веттинов Вильгельму и Элеоноре Доротее Ангальт-Дессауской, принцессе из ветви Ангальт-Дессау дома Асканиев. По материнской линии была внучкой герцога Шлезвиг-Гольштейн-Зондербурга Иоганна Кристиана и Анны Ольденбург-Дельменхорстской, графини из Дельменхорстской ветви Ольденбургского дома.
В 1677 году двадцатилетняя Анна Доротея поступила в имперское аббатство Квендлинбург в качестве временной воспитанницы для углубления знаний о протестантском богословии. Однако вскоре она попросила канцлера Фолькмара Гаппе сообщить отцу о своём желании стать канониссой. Герцог Саксен-Веймара одобрил решение дочери и передал ей в подарок Библию. Содержание принцессы было оговорено с настоятельницей монастыря в триста имперских талеров в год. У Анны Доротеи в Кведлинбурге часто гостили младшие сёстры Вильгельмина и Элеонора София. В 1681 году отец помог ей получить место пробста монастырского капитула, которое она занимала до 1684 года, когда стала новой княгиней-аббатисой Кведлинбурга.

## Аббатиса

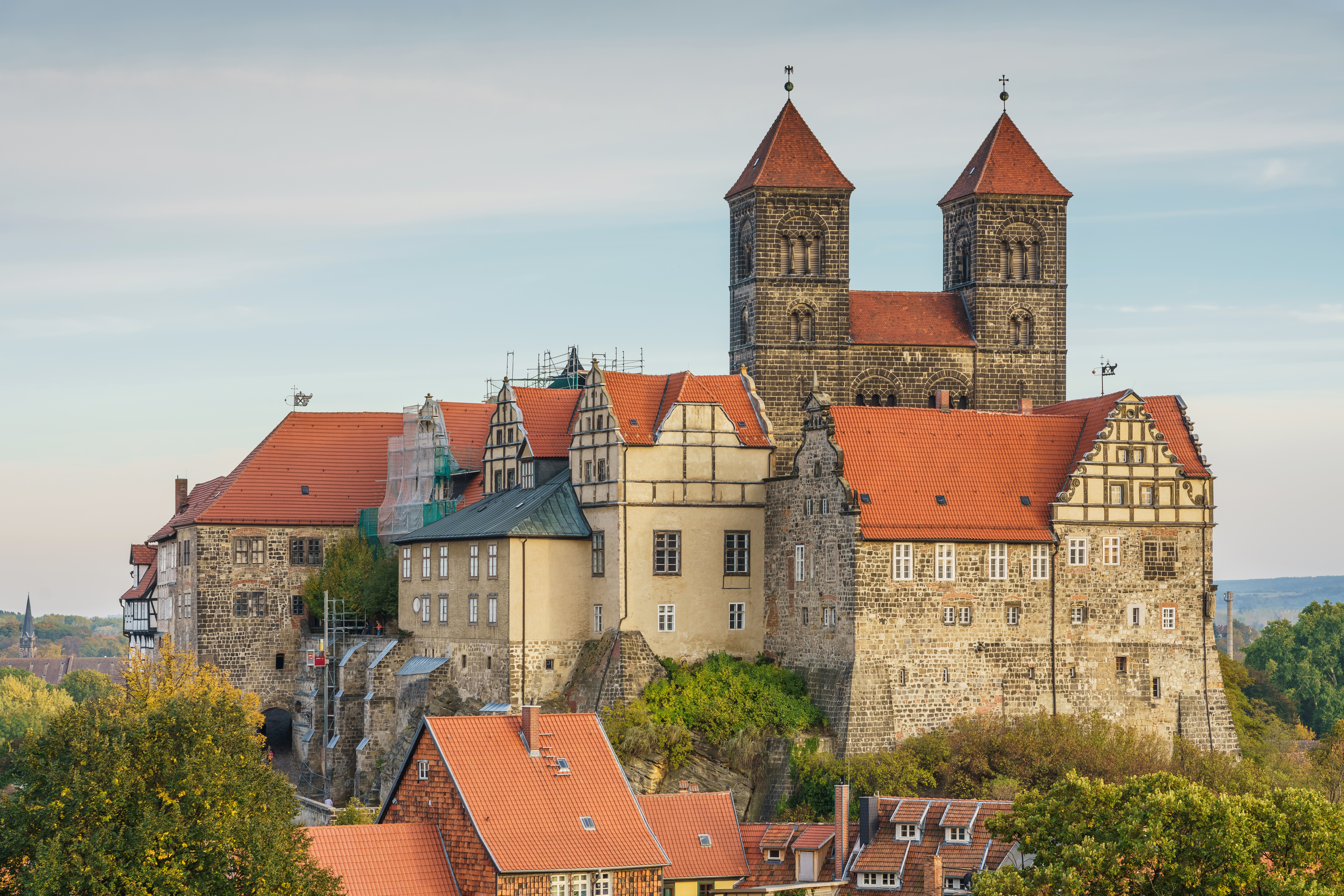
Вид на аббатство из Мюнценберг (Кведлинбург)

После смерти 13 декабря 1683 года княгини-аббатисы Анны Софии II ей в преемницы была назначена Анна Доротея Гольштейн-Готторпская, принцесса из Гольштейн-Готторпской ветви Ольденбургского дома. Однако её кандидатуру отклонил попечитель монастыря, курфюрст Саксонии Иоганн Георг III и помог занять место настоятельницы имперского монастыря своей родственнице. 4 сентября 1684 года Анна Доротея Саксен-Веймарская стала княгиней-аббатисой Кведлинбурга. 29 января 1685 года она была утверждена в этой должности императором Леопольдом I, после того, как накануне в монастырском капитуле состоялась торжественное вступление в должность новой настоятельницы. 18 февраля того же года в аббатство прибыли делегаты курфюрста Саксонии, чтобы обсудить отношения между аббатисой и попечителем монастыря. В историю это событие вошло под названием Конкордского соглашения, так как договор был заключён в день святой Конкордии.
Во время своего настоятельства большое внимание Анна Доротея уделяла духовным вопросам. При ней в монастырское богослужение были внесены некоторые изменения. Например, она включила пение гимна «Милостивый Иисус, мы здесь» перед чтением проповеди и начальный гимн: «Ныне, слава Богу, свершилось». Ею также были открыты воскресные уроки катехизиса с обязательным посещением для взрослых и из низших сословий. Анна Доротея основала библиотеку в замке Кведлинбург и многие другие полезные учреждения. В 1865 года стараниями настоятельницы в Брюле, монастырском парке отдыха, проложили четыре липовые аллеи. Однако в том же 1685 году у аббатисы-княгини возникли разногласия с магистратом по поводу статуса рыночной церкви Кведлинбурга, которые удалось быстро урегулировать. В Имперском камеральном суде в Вецларе она выиграла тяжбу у попечителя монастыря, курфюрста Саксонии, оспорив его полномочия. Последний предложил ей мировое соглашение, но настоятельница отказалась, после чего у неё окончательно испортились отношения с курфюрстом и комендантом аббатства. Анна Доротея смогла закрепить за настоятельницей право на избрание главного проповедника монастырского капитула, кандидатура которого должна была прежде получить одобрение всех насельниц монастыря. 
По Вестфальскому миру княжество-епископство Хальберштадт, утратившее духовный статус, отошло к курфюрсту Бранденбурга. В 1684 году последний предъявил права на Кведлинбург, так как попечителями города и аббатства были правители графства Райнштайн, земли которого вошли в состав княжества-епископства Хальберштадт двумя столетиями ранее. Император строго запретил вторгаться на территорию Кведлинбурга. Однако Бранденбург не отказался от своих притязаний. В 1697 году курфюрст Саксонии Фридрих Август, за год до этого ставший королём Польши и великим князем Литовским, уступил права попечителя аббатства Кведлинбург курфюрсту Бранденбурга Фридриху III за триста сорок тысяч талеров; по другим сведениям, стороны сошлись на сумме в триста двадцать четыре тысячи талеров. Анна Доротея не согласилась с передачей попечительства и опротестовала сделку курфюрстов, потому что последняя, в отличие от всех предыдущих подобных ей в истории имперского монастыря, была заключена без предварительного одобрения княгини-аббатисы. Настоятельница категорически отказалась признавать попечителем аббатства курфюрста Бранденбурга. Утром 30 января 1698 года Кведлинбург был занят армией Фридриха III, который проигнорировал запрет императора. Окончательно имперское аббатство перешло к курфюрсту 18 февраля 1698 года, но только 8 сентября того же года жители города принесли присягу правителю Бранденбурга.

## Поздние годы
Через некоторое время Фридриха III в качестве попечителя монастыря признало и духовенство Кведлинбурга. Не смотря на это, Анна Доротея продолжала отстаивать привилегии аббатства, неоднократно вступала в спор с попечителем монастыря и магистратом Кведлинбурга, когда дело касалось назначений на пастырские должности. Она выступала против сектантов-фанатиков, которые пользовались необразованностью части горожан. 31 июля 1700 года княгиня-аббатиса издала указ против тех, кто отрицал значение церковного богослужения и церковной общины. Ранее 27 января 1693 года она вынесла постановление, обязавшее пасторов и учителей коллегиальной школы преподавать только то, что соответствует доктрине лютеранского исповедания.
В 1700 году Анна Доротея содействовала возведению нового алтаря святого Бенедикта и благоустройству коллегиальной церкви и резиденции. В 1703 году у Анны Доротеи из-за всего пережитого начались проблемы со здоровьем. Ей пришлось на время покинуть монастырь и отправиться на лечение в Карлсбад. Однако усилия настоятельницы поправить здоровье оказались безуспешными. Она умерла 24 июня 1704 года в Кведлинбурге. Останки княгини-аббатисы были перевезены в Веймар и погребены в Княжеском склепе на историческом кладбище города.